# Draaier (Narnia)
Draaier (Engels: Shift) is een personage uit Het laatste gevecht van De Kronieken van Narnia door C.S. Lewis.
Draaier is een aap, die met de ezel Puzzel aan de grote rivier woont bij de watervallen, aan de westelijke grens van Narnia. Hij is slim en brutaal, en het is dan ook niet verwonderlijk dat hij de minder slimme en verlegen Puzzel voortdurend commandeert. Op een dag vindt hij een leeuwenhuid en laat Puzzel die aantrekken. Vervolgens voert hij Puzzel ten tonele als Aslan, en maakt zo misbruik van de goedgelovigheid van de wezens van Narnia. Hij laat de dieren eten brengen om zo een lui leventje te leiden. Iedere avond komt Puzzel even uit zijn stal en kunnen de dieren "Aslan" bewonderen. Draaier brengt de "wensen" van Aslan over. "Aslan praat alleen met mij, en het is tenslotte geen tamme leeuw" verklaart hij.
Het succes van dit toneel wordt uiteindelijk Draaiers ondergang. Er komen andere figuren op af die zich niet laten foppen en slechtere bedoelingen met Narnia hebben: Rishda de Tarkaan en Chili de kat. Zij nemen de leiding over en dwingen Draaier te doen wat zij zeggen. Zo wordt Narnia "cadeau gegeven" aan Calormen. Nadat koning Tirian gevangen is genomen, stromen de Calormeense soldaten het land binnen. Draaier maakt intussen de Narnianen wijs dat Aslan dezelfde is als de Calormeense god Tash.
Jill en Eustaas bevrijden echter Tirian en Puzzel en weten een aantal dieren ervan te overtuigen dat deze "Aslan" nep is, en dat de echte Aslan dit nooit zou willen. Draaier wordt nog voor het einde van het gevecht door Tash opgegeten.